# After Midnight – Die Liebe ist ein Monster
After Midnight – Die Liebe ist ein Monster (Originaltitel: After Midnight, früherer Titel: Something Else) ist ein US-amerikanischer Horrorfilm aus dem Jahr 2019. Regie führten bei dem Film Jeremy Gardner und Christian Stella, für den Gardner auch das Drehbuch schrieb.

## Handlung
Hank und Abby verbringen ein Wochenende in einem Landhaus, das er von seinen Eltern geerbt hat, doch es ist nur eine Erinnerung von Hank, Abby hat ihn nach einer zehnjährigen Beziehung verlassen. In der nächsten Szene schießt Hank ein Loch in die Wand, er ist auf der Jagd nach einer Kreatur, die ihn belästigt. Zudem verbringt Hank seine Tage in Melancholie und erinnert sich an die gescheiterte Beziehung. Er will verstehen, warum die Beziehung scheiterte und gleichzeitig versucht er, das Monster zu töten.

## Produktion und Veröffentlichung
Die Regie übernahmen Jeremy Gardner und Christian Stella. Während Gardner auch das Drehbuch schrieb und die Hauptrolle des Hank übernahm, fungierte Stella auch als Kameramann. Beide sind zudem für den Filmschnitt verantwortlich.
Der Film feierte am 26. April 2019 beim Tribeca Film Festival seine Weltpremiere. Im Juli 2019 wurde der Film beim Neuchâtel International Fantastic Film Festival gezeigt, im August 2019 beim Melbourne International Film Festival und im September 2019 beim Fantastic Fest. Ebenfalls im September 2019 feierte er beim Fantasy Filmfest seine Deutschlandpremiere.

## Rezeption

### Kritiken
Bei Rotten Tomatoes bekam der Film eine Zustimmungsrate von 90 Prozent, basierend auf 40 Kritiken.
Bei Metacritic erreichte der Film eine Punktzahl von 55/100, basierend auf 5 Kritiken.

### Auszeichnungen
Neuchâtel International Fantastic Film Festival 2019
- Nominierung für die Narcisse als Bester Spielfilm im internationalen Wettbewerb (Jeremy Gardner und Christian Stella)[7]

Sitges Film Festival 2019
- Nominierung als Bester Film im Official Fantàstic Competition (Jeremy Gardner und Christian Stella)[8]